# ICE L
ICE Lは、スペインの鉄道車両メーカーのタルゴによって建造されるドイツ鉄道の列車の名称。機関車によって牽引される設計最高速度230 km/hの客車列車であり、導入当初は2024年の営業運転開始を予定していた。開発時は「ECx」という仮称が付けられていた。

## 概要
ドイツ鉄道は脱炭素社会への転換の一環として、旧型車両の置き換えを含め車両の増備を進めている。その中で、2017年に新型客車列車の導入に関する国際入札が行われ、2019年にスペインのタルゴ社との間で最大100編成・約23億ユーロ分の契約を結んだ他、第一次発注分として23編成・5億5,000万ユーロ分の発注が実施され、2023年にも56編成の追加発注が実施された。これに基づき、タルゴ社が製造を実施を予定する客車を用いる列車が「ICE L」である。
ICE Lで用いられる客車はタルゴ社が開発した連接式客車列車「タルゴ230（Talgo 230）」で、タルゴ230の最後尾には運転台付き客車が存在する（ペンデルツーク）ため機回しが不要となっている。機関車についてはタルゴ社が開発した交直流電気機関車の「トラヴカ（Travca）」（105形）とシーメンスが展開するバイモード機関車の「ベクトロンDM（Vectron DM, Vectron Dual Mode）」が用いられ、後者は走行路線に非電化区間が含まれる系統に使用される。編成両数は機関車を除き17両編成を予定しており、設計最高速度はトラヴカを用いる列車は230 km/h、ベクトロンDMが非電化区間で使用される場合は160km/hである。
編成内には85人分の一等座席、485人分の二等座席に加えてビストロカーが存在する他、自転車やスキー板、スノーボードが設置可能なフリースペースや荷物棚も設置されている。また、車内ではwi-fi通信の使用が可能である。車内の床上高さは760 mmに統一されており、駅のプラットホームから段差なしに乗降可能、かつバリアフリー性を高めた設計となっている。但し編成両端の車両については衝突時の安全性と推進運転時の走行安定性を考慮してボギー台車を使用している為、その部分だけ床が高くなっている。

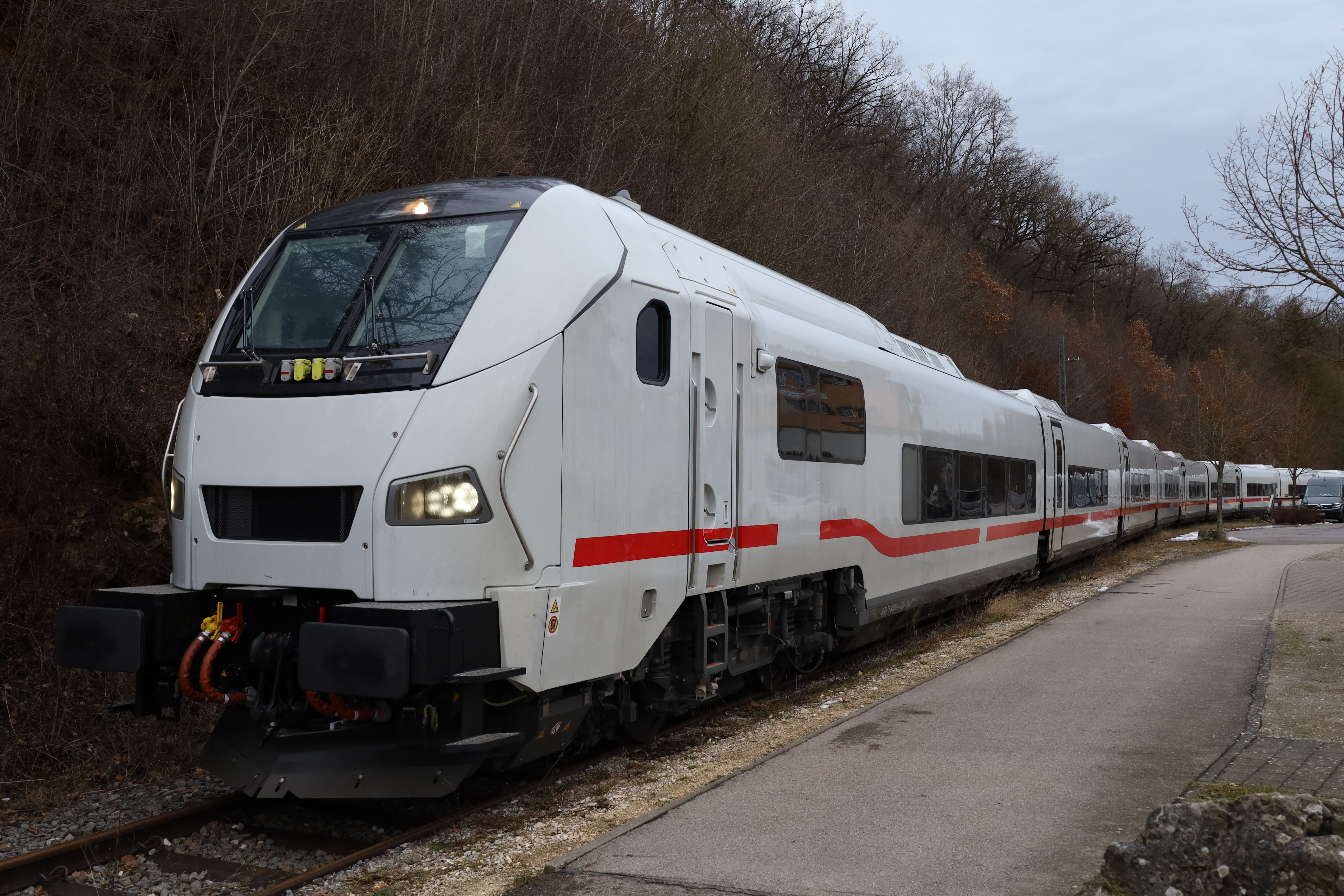
制御車（2023年撮影）
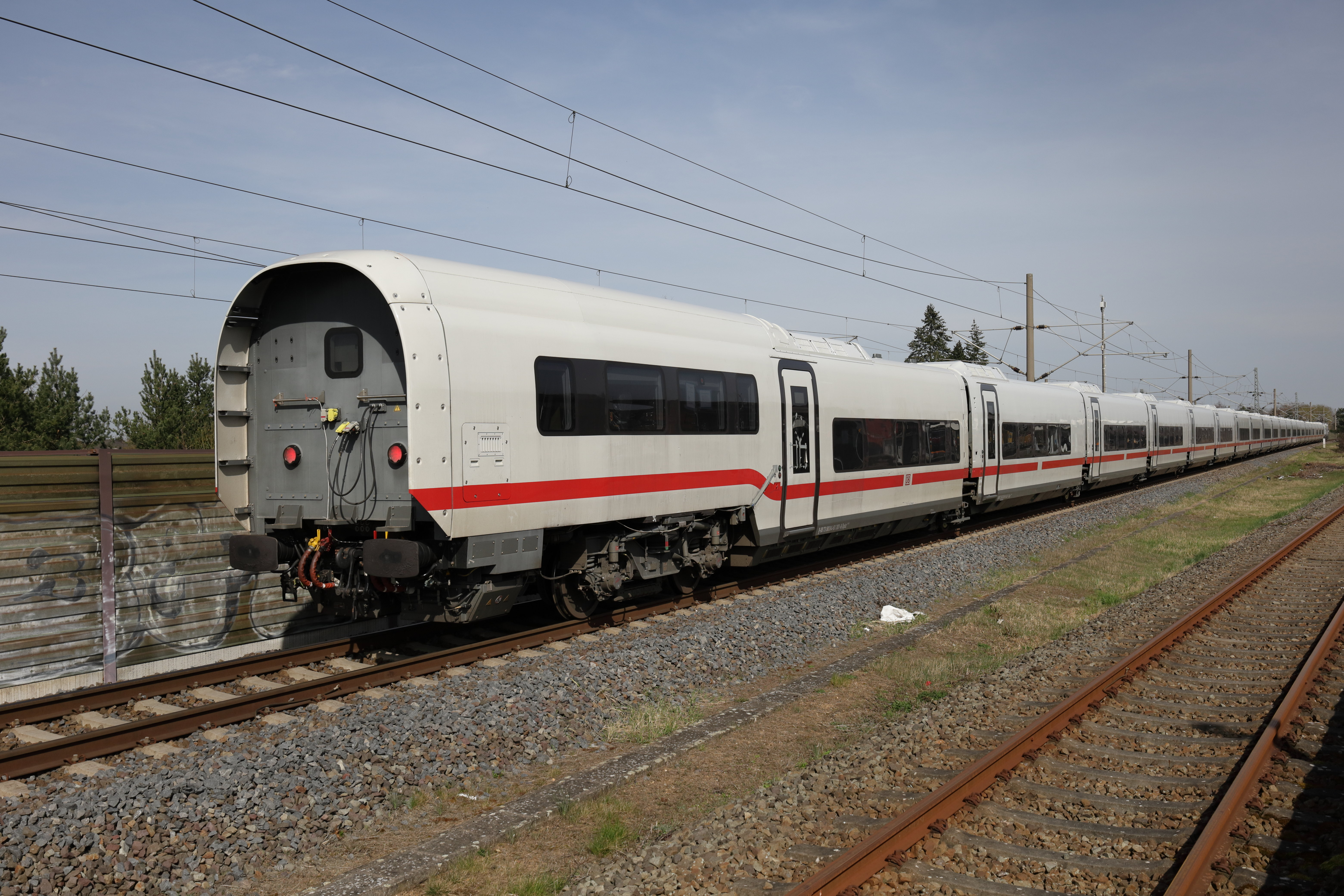
機関車との連結面（2024年撮影）

## 運用
ICE Lは主にICE 3やICE 4、2階建て列車のインターシティ2（IC2）が運行していない系統への導入を想定しており、計画当初は2024年10月からベルリンとアムステルダムを結ぶ国際系統で営業運転を開始する予定であった。以降は2030年までに全79編成が導入され、コペンハーゲンやウィーンへの国際列車を含め、各都市を結ぶICE Lの路線網が構築される事が発表されていた。そのうちヴェスターラント方面など一部の系統には非電化区間が存在しており、前述のようにそれらの系統で使用される列車はバイモード機関車が用いられる予定となっていた。
しかし、運行開始に向けたスケジュールは大幅に遅れており、ドイツ鉄道庁から営業運転の認可を受けたのは2025年8月となった。また、その認可の内容に際しても制御客車を先頭とした運用の禁止、ドイツ国内のみでの運用許可といった制限を受けている。

## 編成表
| 形式       | 形式       | Apzf 896.1    | Apz 895.1     | Apz 895.1     | WRz 894.1     | Bpbsz 893.1              | Bpz 892.9     | Bpz 892.7     | Bpz 892.1     | Bpz 892.3     | Bpz 892.1     | Bpz 892.3     | Bpz 892.1     | Bpz 892.3     | Bpz 892.5     | Bpz 892.3     | Bpz 892.1     | Bpdz 891.1           |
| 車種       | 車種       | 1等制御車     | 1等車         | 1等車         | ビストロ      | 2等車 (バリアフリー対応) | 2等車         | 2等車         | 2等車         | 2等車         | 2等車         | 2等車         | 2等車         | 2等車         | 2等車         | 2等車         | 2等車         | 2等車 (機関車連結側) |
| 備考・参考 | 備考・参考 | [ 11 ] [ 17 ] | [ 11 ] [ 17 ] | [ 11 ] [ 17 ] | [ 11 ] [ 17 ] | [ 11 ] [ 17 ]            | [ 11 ] [ 17 ] | [ 11 ] [ 17 ] | [ 11 ] [ 17 ] | [ 11 ] [ 17 ] | [ 11 ] [ 17 ] | [ 11 ] [ 17 ] | [ 11 ] [ 17 ] | [ 11 ] [ 17 ] | [ 11 ] [ 17 ] | [ 11 ] [ 17 ] | [ 11 ] [ 17 ] | [ 11 ] [ 17 ]        |